# ألان تورنر هاو
ألان تورنر هاو (بالإنجليزية: Allan Howe) هو محامي وسياسي أمريكي، ولد في 6 سبتمبر 1927 في مقاطعة سولت ليك في الولايات المتحدة، وتوفي في 14 ديسمبر 2000 في مقاطعة أرلنغتون في الولايات المتحدة. حزبياً، نشط في الحزب الديمقراطي. وقد انتخب عضو مجلس النواب الأمريكي.